# Geely Borui
Geely Borui — переднеприводной среднеразмерный фастбэк, выпускающийся китайской компанией Geely Automobile с апреля 2015 года. В России автомобиль называется Geely Emgrand GT.

## История

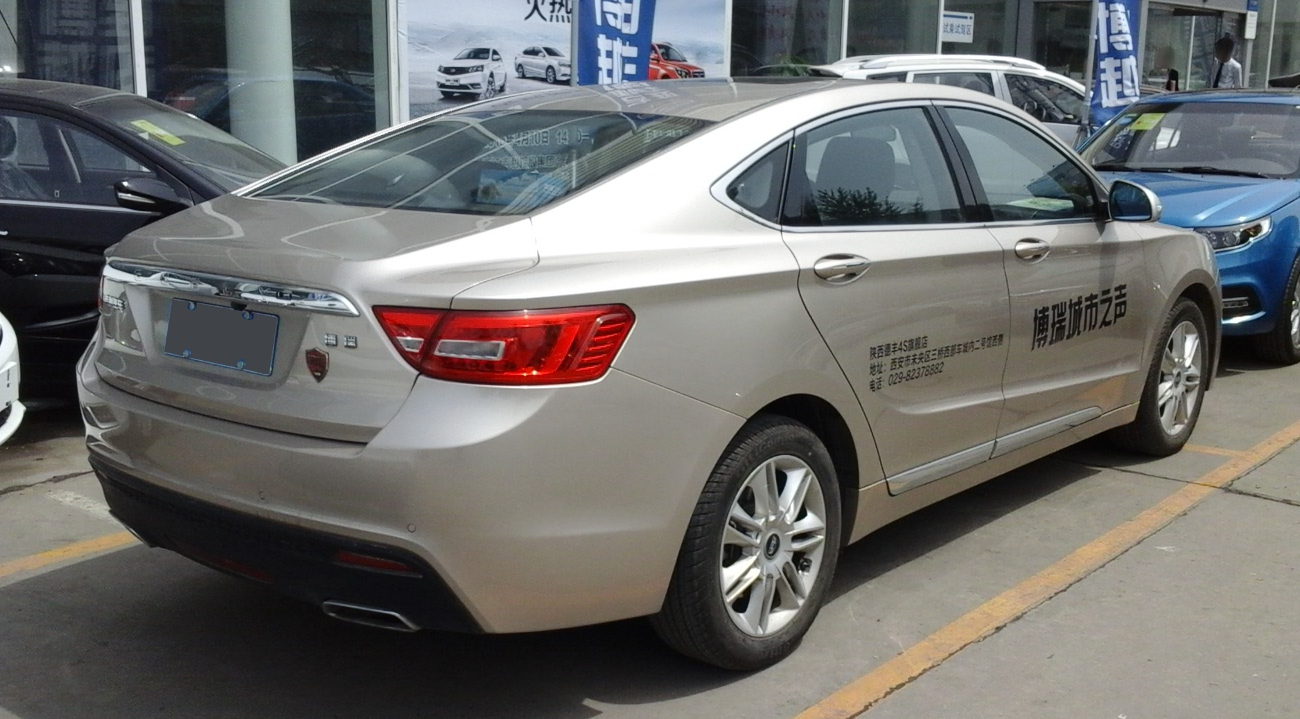
Базовая модель Geely Borui в Китае

Borui серийно производится с 2015 года. В разработке приняла участие шведская компания Volvo. В 2018 году был налажен выпуск спортивного варианта Borui GE.
Автомобиль очень похож на Geely Emgrand EC8, но с хромированным салоном, более современной отделкой и круиз-контролем.
Краш-тест автомобиля оценён на 5 звёзд.

## Borui GE
Выпускается  с 28 мая 2018 года (первый прототип был представлен в марте 2018 года). В отличие от базовой модели Borui, GE оснащён сенсорным экраном. Трансмиссия — 7-ступенчатая, с двойным сцеплением, разработана на заводах Geely Automobile и Volvo. Приборная панель — жидкокристаллическая, ручной тормоз — электрический. В целях безопасности автомобиль оборудован парковочными датчиками, системой круиз-контроля и подушкой безопасности. Большинство моделей заводятся дистанционно.
Существуют также гибридные модели Geely Borui Plug-in, Geely Borui GE PHEV, Geely P2.5 Hybrid Drive System и Geely Borui GE MHEV.
В 2020 году GE прошёл рестайлинг. Автомобиль оснащён двигателем внутреннего сгорания объёмом 1,8 литра, трансмиссия — 7-ступенчатая, с двойным сцеплением. Полностью переработан передний бампер, радиаторные решётки окрашены в чёрный цвет и расположены вертикально.

### Галерея

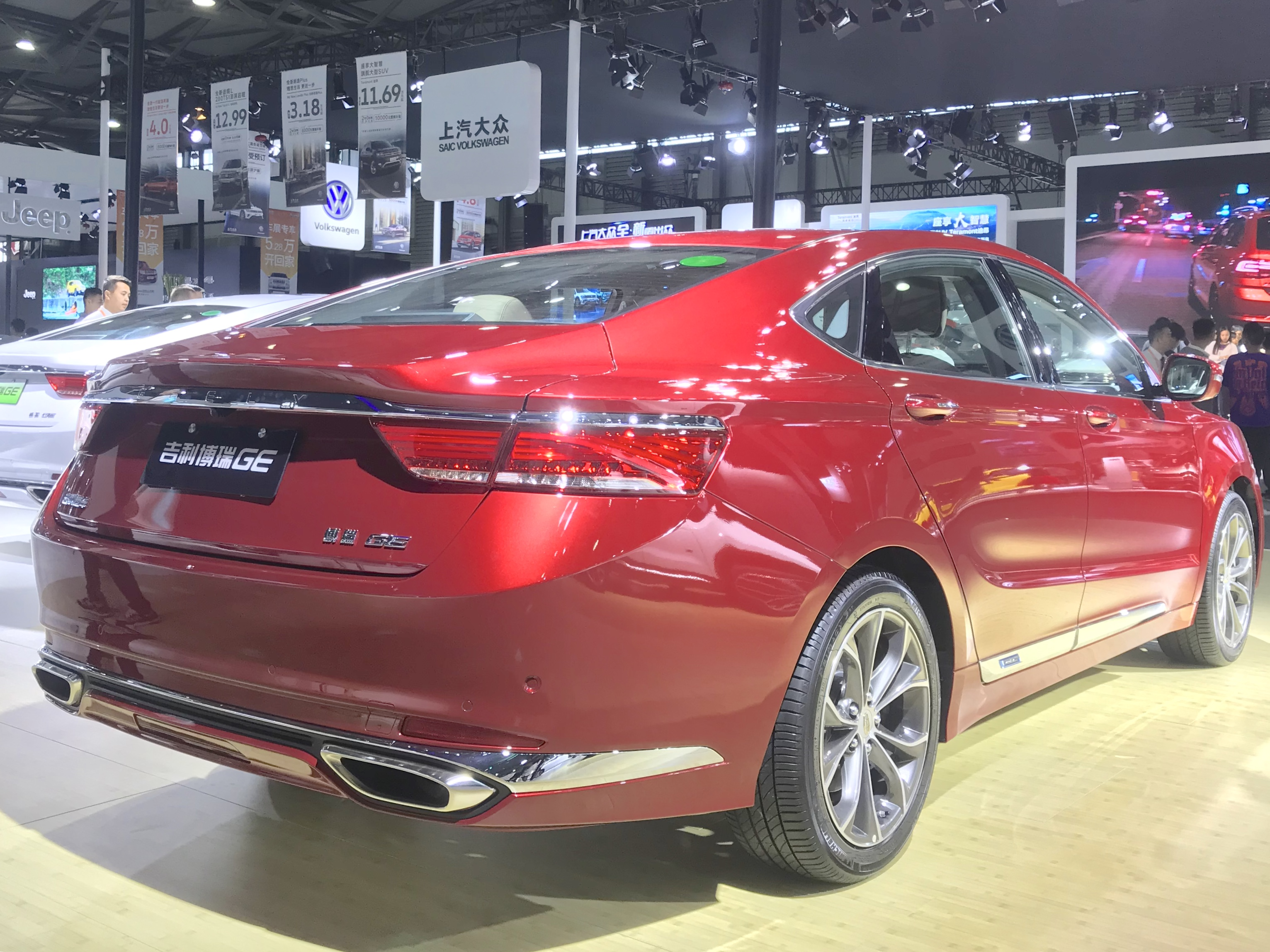
Geely Borui GE
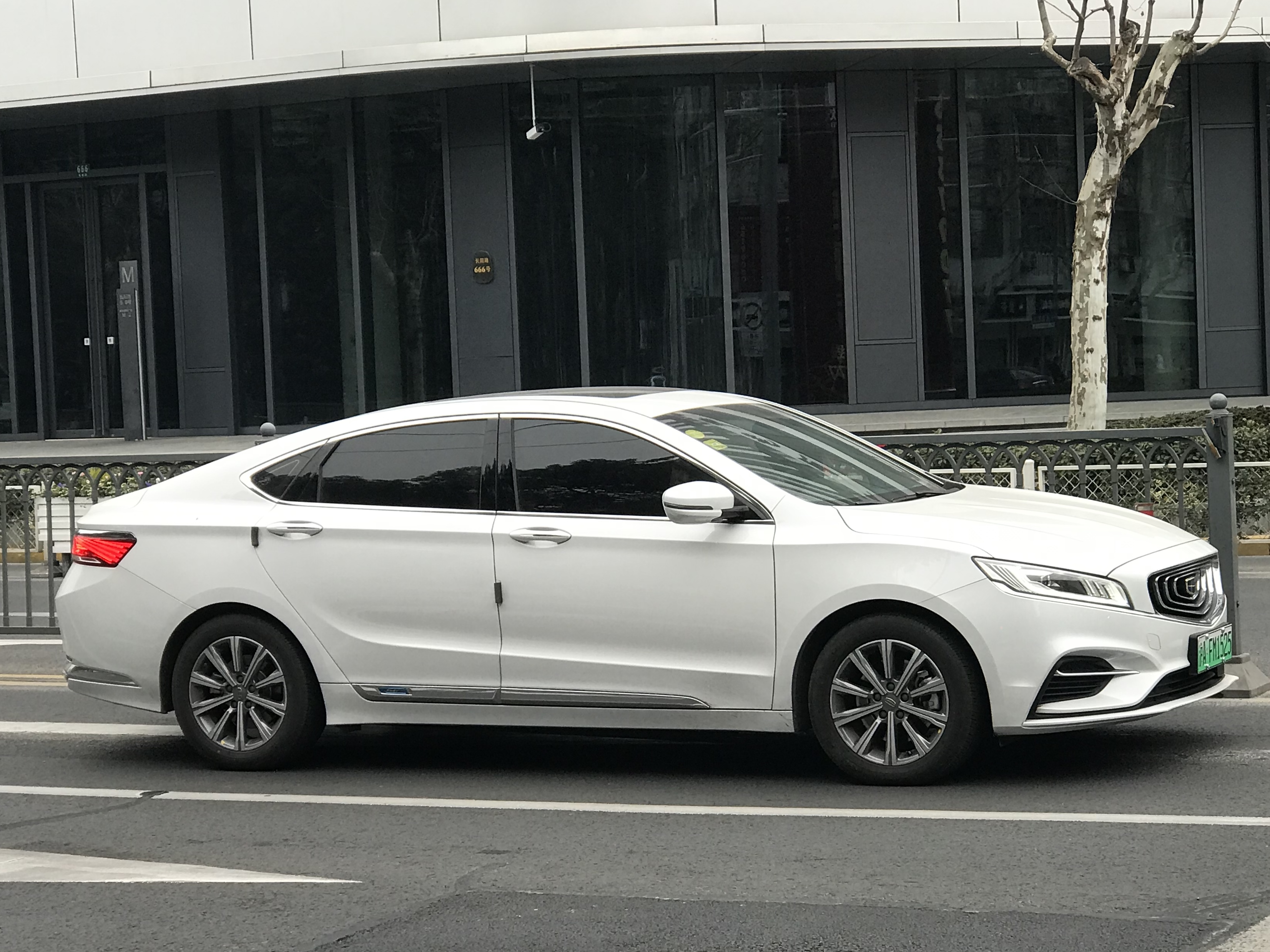
Geely Borui GE PHEV
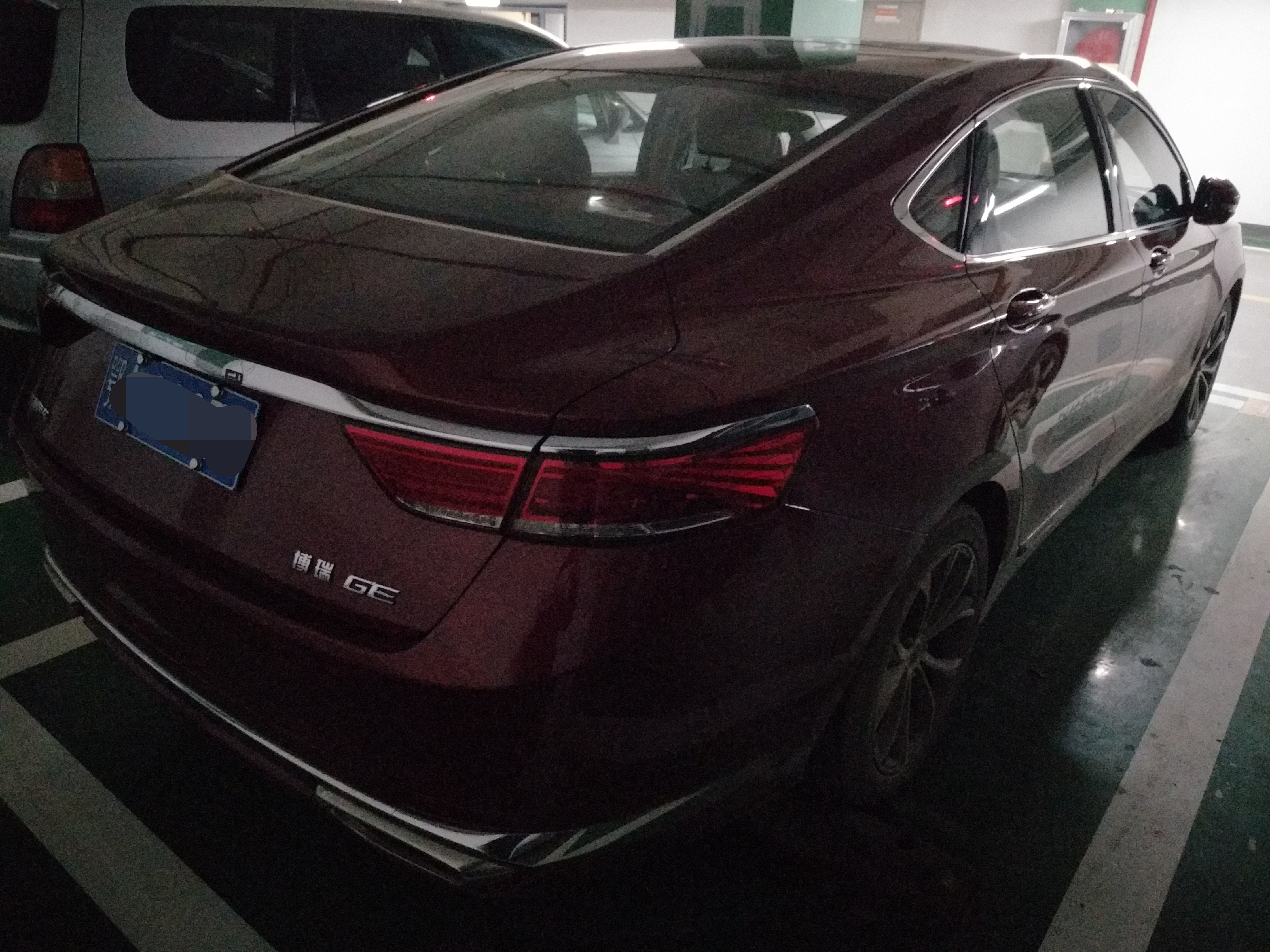
Geely Borui GE MHEV
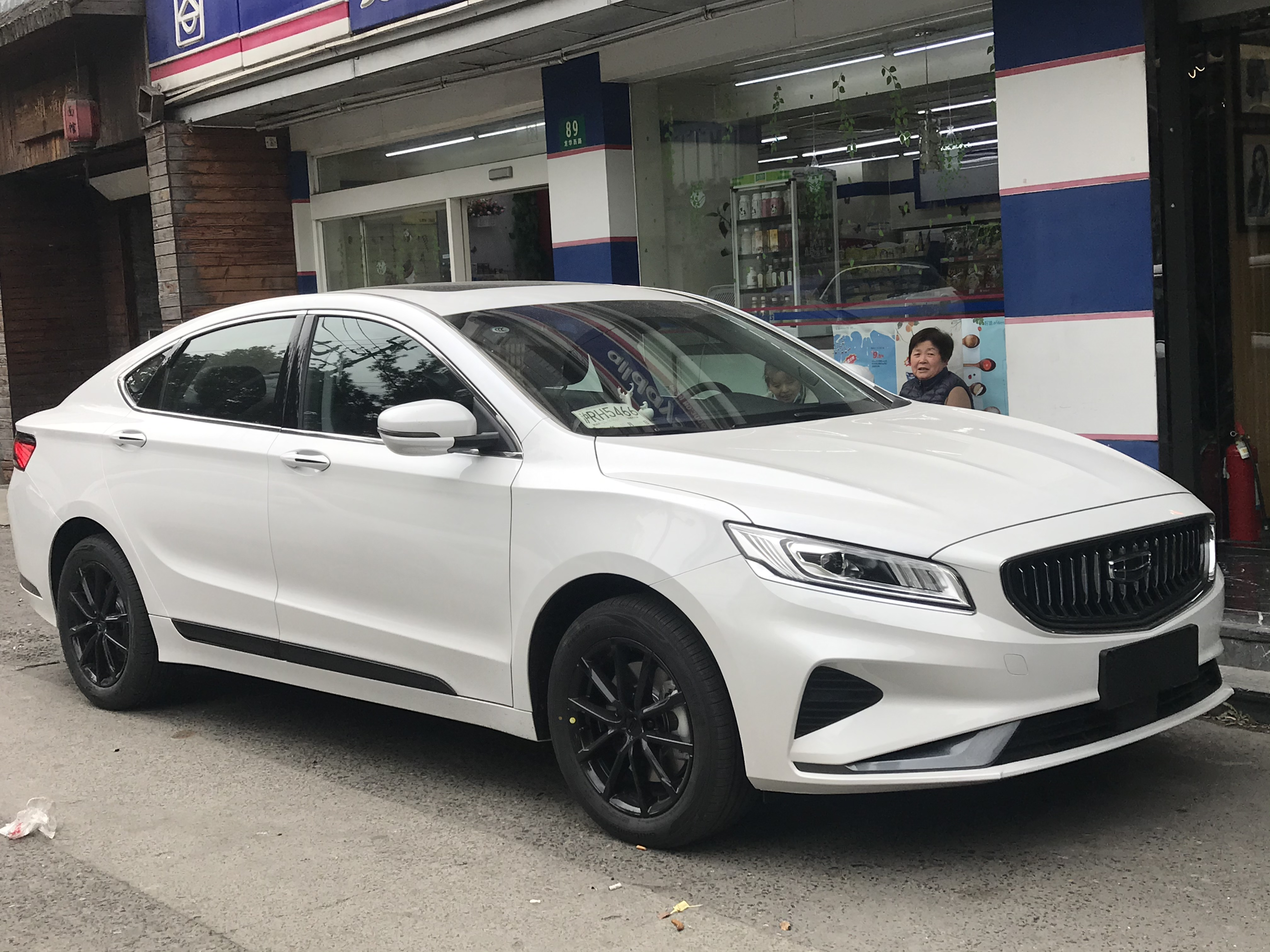
Рестайлинг
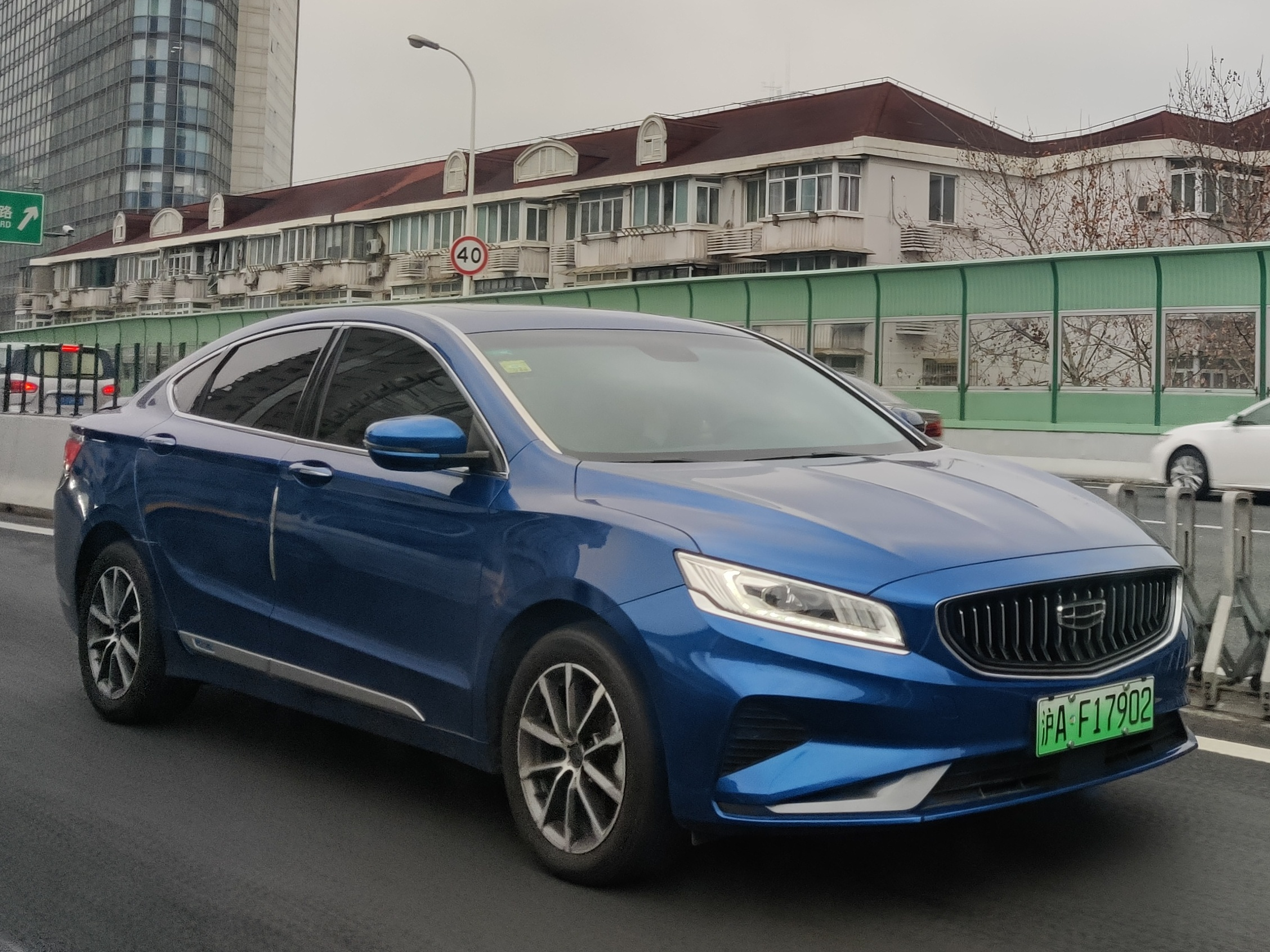
Geely Borui ePro

## Производство вРоссии
В России автомобиль производится под названием Geely Emgrand GT. Отделка автомобиля — Flagship. Дневные ходовые огни — светодиодные. С точки зрения россиян, автомобиль произведён на платформе Volvo S60, по габаритам автомобиль близок к Volvo S80. Конкуренты — Ford Mondeo, Toyota Camry и Mazda6.